# Lee Eun-byul
Lee Eun-byul (2 oktober 1991) is een Zuid-Koreaans shorttrackster.

## Carrière
Lee Eun-byul werd in 2008 en 2009 tweede bij de wereldkampioenschappen shorttrack junioren.
Ze vertegenwoordigde Zuid-Korea op de Olympische Winterspelen 2010, op de 500 meter werd ze achtste en op de 1500 meter won ze de zilveren medaille. De Zuid-Koreaanse vrouwen liepen op de relay tegen een diskwalificatie op. Een maand na de Spelen, op het WK 2010 in Sofia won ze opnieuw zilver op de 1500 meter en dit keer lukte het Lee en Zuid-Korea wel om de aflossing te winnen.
Op de wereldkampioenschappen shorttrack 2012 won Lee de bronzen medaille op de aflossing.